# Lesdain (Belgique)
Pour les articles homonymes, voir Lesdain.
Lesdain (en picard : Lédin ; en néerlandais : Leusden) est une section de la commune belge de Brunehaut située en Wallonie picarde et en Flandre romane dans la province de Hainaut. C'était une commune à part entière avant la fusion des communes de 1977.
Lesdain est renommé pour sa culture des fraises et pour son horticulture.

## Évolution démographique
- Sources : INS, Rem. : 1831 jusqu'en 1970 = recensements, 1976 = nombre d'habitants au 31 décembre.

## Histoire

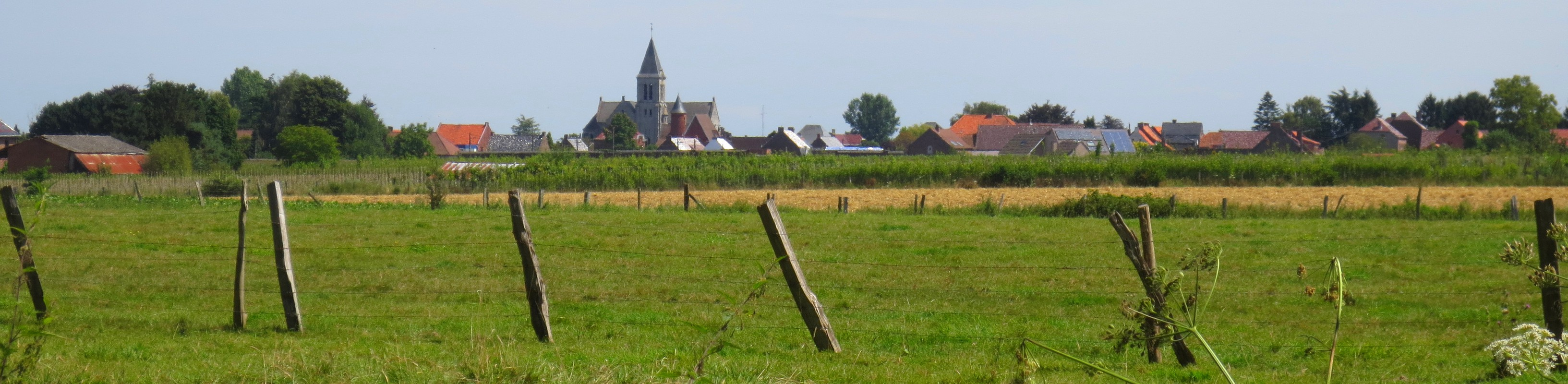
Lesdain.